# Corimb

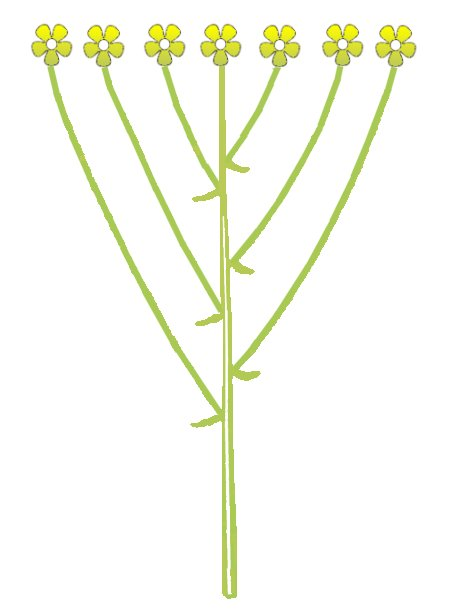
Corimb
(reprezentare schematică)

Corimbul este o inflorescență monopodială (racemoasă) în formă de umbrelă.
Este format dintr-o axă pe care se prind flori inegal pedunculate, cele inferioare având pedunculi mai lungi și ajungând astfel la același nivel cu cele superioare. Înflorirea se produce de la margine spre centru.

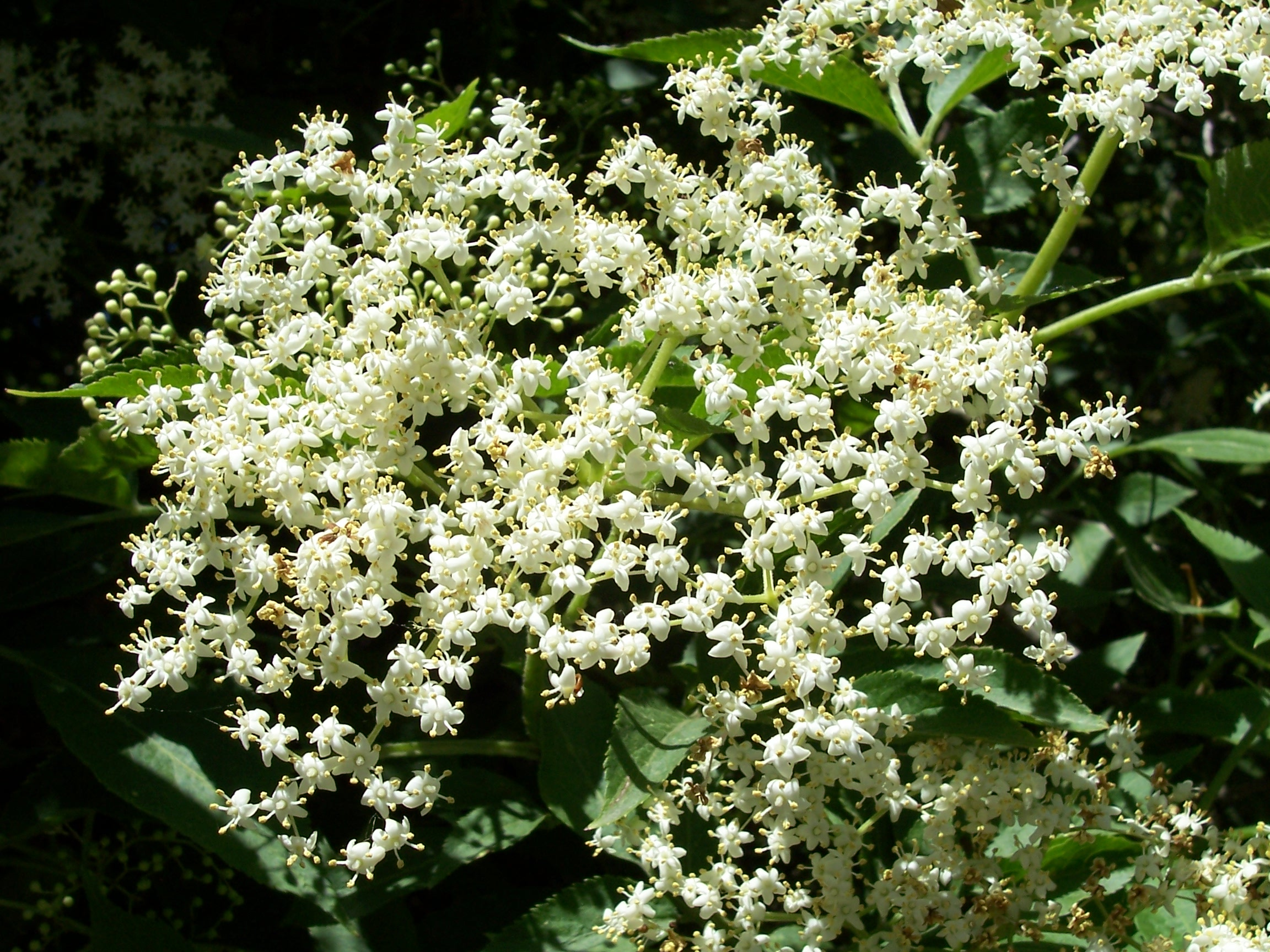
Flori (corimb) de soc negru